# Dible
Dible, Dibleme o Fasulye diblesi (dible de mongetes) és un plat d'arròs amb mongetes de la cuina turca, especialment de la Regió de la Mar Negra. El Dible és una varietat de pilav, i que es fa amb mongetes verdes, tallades en petites quadrats. Els altres ingredients són arròs, cebes picades, tomàquets tallades, oli d'oliva o altre oli de cuina vegetal, sal i pebre.
Nedim Atilla, periodista i investigador de cultura culinària diu: «Una vegada que la paraula Giresun es pronuncia, el primer plat que ve a la ment és dible, que és un aliment bàsic de la cuina de Giresun». Giresun és una ciutat i província a la part central de la Regió de la Mar Negra. A Giresun s'hi fa dible amb cireres (kiraz diblesi en turc) també.